# Heydər Əliyev (1997)

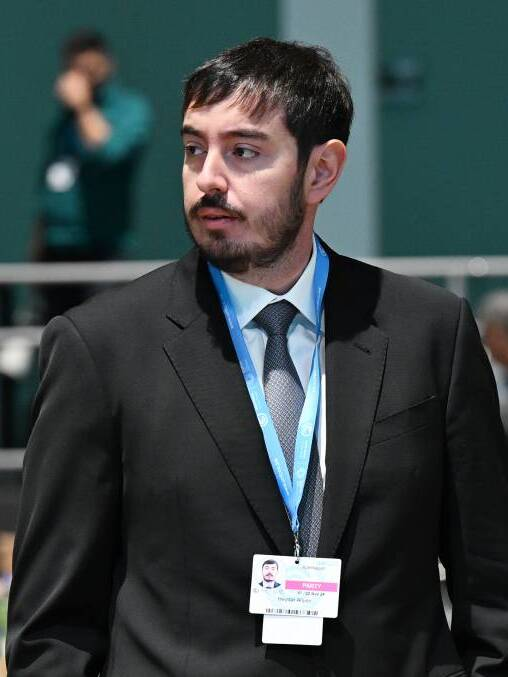
Heydər İlham oğlu Əliyev (2024)

Heydər İlham oğlu Əliyev, deutsch Heidar Ilham oglu Alijew, genannt Heidar Alijew der Jüngere (* 3. August 1997), ist der Sohn des amtierenden Präsidenten Aserbaidschans Ilham Alijew.

## Biographie
Heidar Ilham oglu Alijew wurde am 3. August 1997 als jüngstes Kind und einziger Sohn von Ilham Alijew und seiner Ehefrau Mehriban Alijewa geboren. Er wurde nach seinem Großvater Heidar Alijew benannt, der damals als dritter Präsident Aserbaidschans amtierte.
Heidar Alijew der Jüngere hat zwei Schwestern, Leyla (* 1985) und Arzu (* 1989). Er studierte an der ADA-Universität Baku und schloss 2017 mit einem Bachelor ab. Danach leistete er 2018 bis 2019 Wehrdienst bei den Streitkräften Aserbaidschans.
Nach einer Volksabstimmung im Jahr 2016 wurde das Mindestalter für den Präsidenten abgeschafft. Laut Beobachtern soll diese Maßnahme Heidar Alijew dem Jüngeren ermöglichen, seinem Vater im Amt nachzufolgen.